# 外神田一丁目南部地区

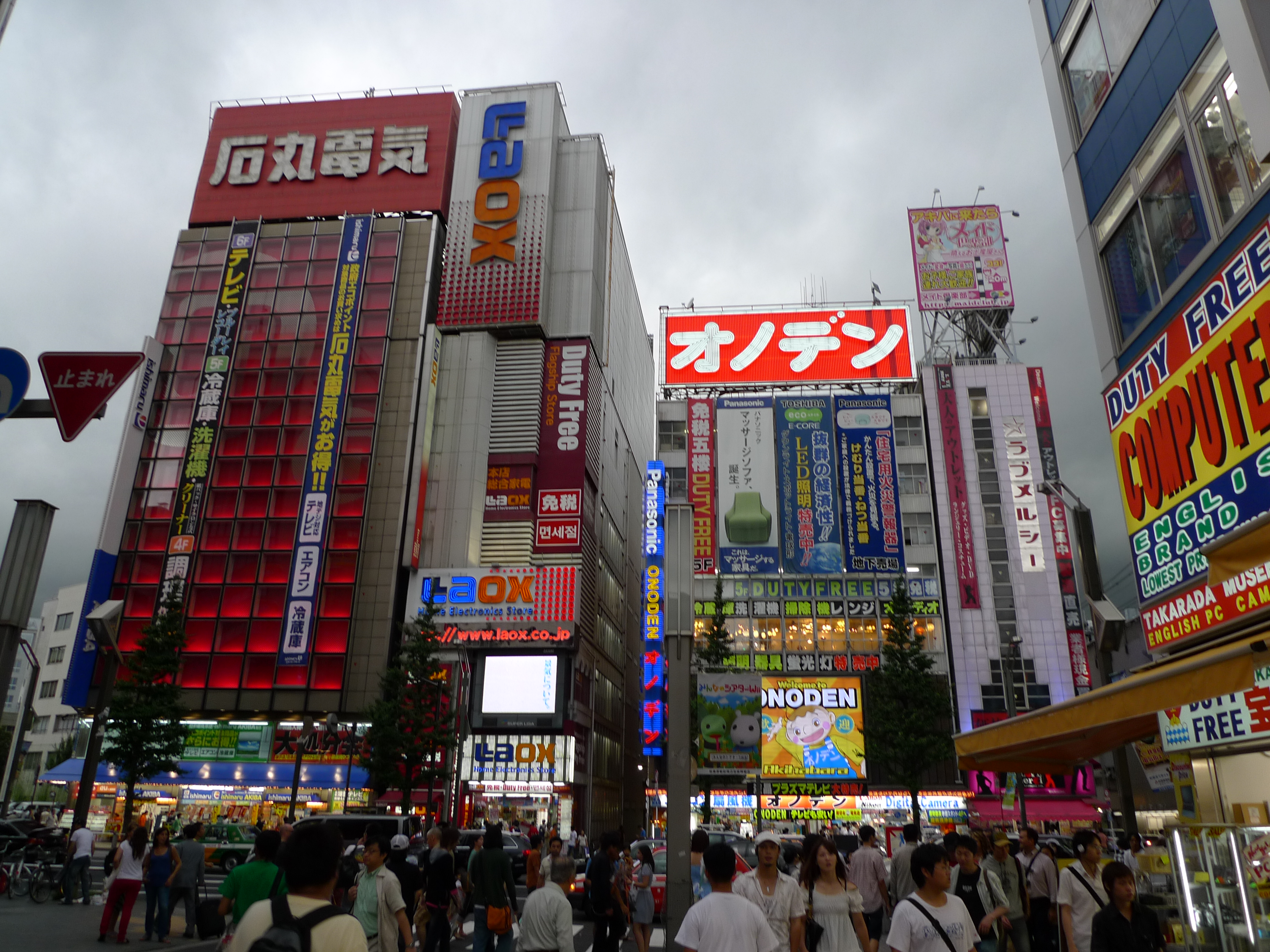
再開発前の計画地（2009年8月）

外神田一丁目南部地区（そとかんだいっちょうめなんぶちく）は、東京都千代田区外神田にある都市再開発街区である。

## 概要
JR東日本秋葉原駅の電気街口の近くにある万世橋に近い約1万9000㎡の土地で計画されている。計画地は神田川沿いで、駅前の目抜き通りとなる中央通り沿いには、ラオックス秋葉原本店、エディオンAKIBA、オノデン本館といった家電量販店のビルが建ち並んでおり、その周辺には、雑居ビルも点在している。
秋葉原は外国人に人気の観光スポットであるが、バス停が設置されていないため、外国人観光客を乗せた観光バスが中央通りで路上駐車をしている他、神田川沿いにある千代田清掃事務所の駐車場が不足した結果、ゴミ収集車も頻繁に道路で路上駐車している実態にあり、渋滞の原因となっている。また、アダルトグッズを取扱う店舗が増加している他、店舗の壁面にスプレーで落書きがされているなど、風紀が悪化しているという印象を与えかねない状況にある。
再開発ではビル2棟を建設し、それぞれ高さ170メートルと50メートルとなる。既存の電気店のほか、区の清掃事務所など公共施設も入居する予定。また、千代田区内唯一の葬祭場である「千代田万世会館」が建て替えられる他、バスの乗降場やゴミ収集車の駐車スペース、神田川沿いには船着き場も整備される。事業費854億円のうち、1割を公費負担する計画。なお、小さな店舗が軒を連ねる区道3本は廃止される。
この再開発の検討が始まったのは2003年12月で、それ以来20年以上に渡って地権者らとの議論が続いている。千代田区は2021年春から都市計画決定に向けて本格的に説明を進めているが、「秋葉原らしさ」がなくなることへの懸念などから反対する地権者も多く、事業主体となる再開発組合の設立に必要な権利者の3分の2の同意が得られていない。このため審議会では、不同意の権利者も建て替えなどが制限される問題などが議論になった。